# Villa Hermosa, Puebla
Villahermosa (olika betydelser) är en ort i Mexiko.   Den ligger i kommunen Quimixtlán och delstaten Puebla, i den sydöstra delen av landet, 220 km öster om huvudstaden Mexico City. Villahermosa (olika betydelser) ligger 2 028 meter över havet och antalet invånare är 533.
Terrängen runt Villahermosa (olika betydelser) är kuperad åt sydväst, men åt nordost är den bergig. Runt Villahermosa (olika betydelser) är det tätbefolkat, med 266 invånare per kvadratkilometer. Närmaste större samhälle är Huatusco de Chicuellar, 17,0 km sydost om Villahermosa (olika betydelser). I omgivningarna runt Villahermosa (olika betydelser) växer i huvudsak blandskog.